# Diddy - Dirty Money
Diddy - Dirty Money est un groupe américain de hip-hop et RnB, originaire de New York, actif entre 2009 et 2012, et en 2023. Il est formé par Diddy, Dawn Richard, et la chanteuse et compositrice Kalenna Harper,.

## Histoire
Le groupe compte 3 singles. Angels sort le 3 novembre 2009, même si la chanson était présente sur le net dès le début du mois de juin. La chanson est accompagnée par la voix de The Notorious B.I.G., et est produite par Hype Williams. Le second single, Love Come Down, sort un peu plus tard dans la même journée, le 3 novembre 2009. Le troisième single, Hello Good Morning, en collaboration avec le rappeur T.I., sort le 30 mars 2010. Un remix de cette chanson sort avec Nicki Minaj, Rick Ross, Booba, Sexion d'assaut, Eminem et Snoop Dogg.
Le premier album du groupe, Last Train to Paris, sort le 20 septembre 2010. Diddy affirme à propos du nom de son groupe que « Dirty Money n'a rien à voir avec l'argent de la drogue, l'argent illégal, ou quelque chose de négatif ». En outre, Combs explique que « Dirty Money, c'est un style, un son, un mouvement [et] un groupe. Pour mon nouvel album Last Train To Paris, Je voulais faire quelque chose de rafraichissant, quelque chose d'unique, quelque chose qui me fasse aller de l'avant en tant qu'artiste... Je suis un joueur d'équipe. Je voulais raconter une histoire d'amour... Je ne pouvais pas seulement décrire le point de vue des hommes[réf. nécessaire]. »
Le samedi 24 juillet 2010, Diddy et Dirty Money apparaissent au Sun Life Stadium de Miami pour le Baker Concrete Super Saturday, au concert post-match qui a suivi la victoire des Marlins de Miami contre les Braves d'Atlanta (10 à 5). 30 245 spectateurs étaient présents ce soir-là. Le trio interprète aussi Coming Home et une reprise de Like a G6 de Far East Movement aux Maida Vale Studios, pour l'émission Live Lounge de BBC Radio 1 le 20 janvier 2011. Ils interprètent également Coming Home en direct lors de l'émission American Idol avec Skylar Grey le 10 mars de la même année.
En 2023, le trio revient pour interpréter le morceau Deliver Me, avec Busta Rhymes, sur le cinquième album de Diddy, The Love Album : Off the Grid. 

## Discographie

### Album studio
- 2010 : Last Train to Paris

### Mixtapes
- 2010 : Last Train to Paris: The Prelude
- 2011 : LoveLove vs. HateLove

### Singles
| Année | Chanson                                            | Classement | Classement | Classement | Classement | Album               |
| Année | Chanson                                            | U.S. 100   | U.S. R&B   | U.S. Rap   | UK         | Album               |
| ----- | -------------------------------------------------- | ---------- | ---------- | ---------- | ---------- | ------------------- |
| 2009  | Angels (Diddy-Dirty Money & The Notorious B.I.G.)  | 116        | 71         | —          | —          | Last Train to Paris |
| 2009  | Love Come Down (Diddy-Dirty Money)                 | 12         | 62         | —          | —          | Last Train to Paris |
| 2010  | Hello Good Morning (Diddy-Dirty Money & T.I.)      | 27         | 13         | 8          | 22         | Last Train to Paris |
| 2010  | Loving You No More (Diddy-Dirty Money & Drake)     | -          | -          | -          | -          | Last Train to Paris |
| 2010  | Coming Home (Diddy-Dirty Money & Skylar Grey)      | -          | -          | -          | -          | Last Train to Paris |
| 2010  | Someone To Love Me (Diddy-Dirty Money)             | -          | -          | -          | -          | Last Train to Paris |
| 2010  | Ass On The Floor (Diddy-Dirty Money & Swizz Beatz) | -          | -          | -          | -          | Last Train to Paris |

- 2010 : Angels (Remix) (Diddy-Dirty Money featuring Rick Ross)
- 2011 : Yesterday (Diddy-Dirty Money featuring' Chris Brown)
- 2011 : Your Love (Remix) (Diddy-Dirty Money featuring Trey Songz & Rick Ross)
- 2011 : I Hate that Love You (Diddy-Dirty Money), qui est produit par Wangli Lin et Ahmed Soltani
- Nelly featuring Dirty Money & Murphy Lee - K.I.S.S

## Dans la culture populaire
La chanson Coming Home est utilisé comme chanson officiel de WrestleMania 29.